# Miles Maclagan
Miles Maclagan (ur. 23 września 1974 w Zambii) – brytyjski tenisista i trener tenisowy.

## Dzieciństwo
Maclagan urodził się w Zambii, lecz jego rodzice pochodzą ze Szkocji. Jego ojciec był księgowym, a matka nauczycielką. Dorastał w Zimbabwe, gdzie mieszkał do 1988, kiedy wraz z rodziną wyjechał do Wielkiej Brytanii.

## Kariera tenisowa
Jego najwyższym miejscem w karierze było 172. w singlu i 200. w deblu. Trzykrotnie reprezentował Wielką Brytanię w Pucharze Davisa, w którym zadebiutował w 1995 roku w rywalizacji ze Słowacją. W 2002 wraz z Timem Henmanem pokonali w National Indoor Arena w Birmingham reprezentację Tajlandii. Na Wimbledonie 1999 przegrał w pięciu setach z Borisem Beckerem.

## Kariera trenerska
Od 2004 trenował debel Wayne Black–Kevin Ullyett. Doprowadził go do zwycięstwa w Australian Open 2005. Po zakończeniu kariery przez Blacka, wciąż trenował Ullyetta, który potem grał w parze z Paulem Hanleyem. W 2007 został członkiem sztabu trenerskiego Andy’ego Murraya. Mimo iż szkocki tenisista miał wielu ludzi w swoim otoczeniu, zawsze pytał o rady taktyczne Maclagana. Murray zwolnił szkoleniowca w lipcu 2010. 17 września 2010 Maclagan został trenerem Philippa Kohlschreibera. Współpraca urodzonego w Zambii Brytyjczyka z niemieckim tenisistą zakończyła się po Wimbledonie 2011. 17 lipca 2011 został trenerem Markosa Pagdatisa. Współpracę z Cypryjczykiem zakończył w lipcu 2012. 4 czerwca 2013 objął stanowisko trenera Laury Robson, które utracił 15 października 2013. Od grudnia 2013 roku pracował jako trener Samanthy Stosur. W czerwcu 2014 utracił posadę.